# Op-art

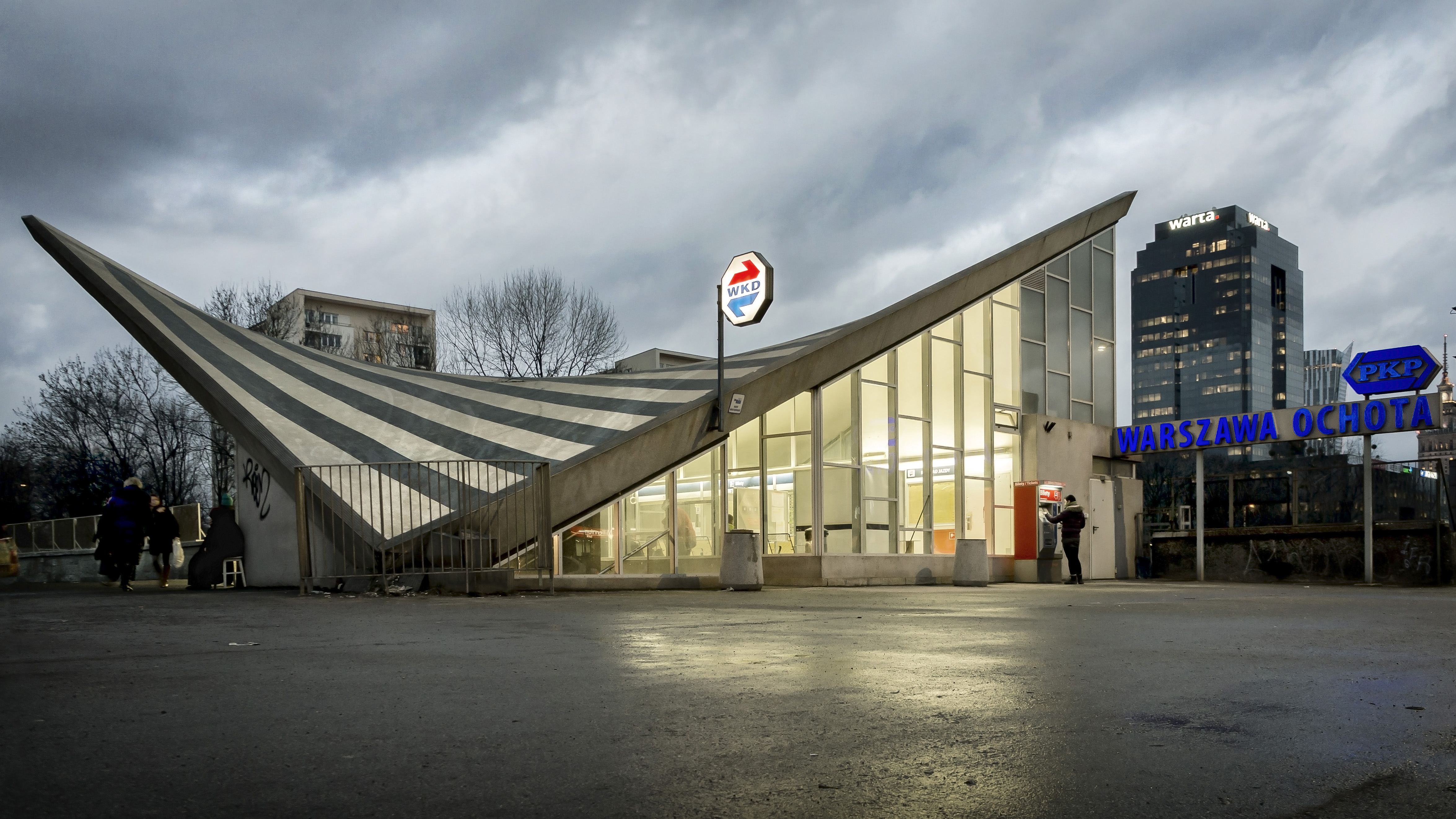
Przykładem wizualizmu w architekturze jest modernistyczny dworzec kolejowy Warszawa Ochota Arseniusza Romanowicza (1963), którego dach został pokryty czarno-białą mozaiką w stylu op-art

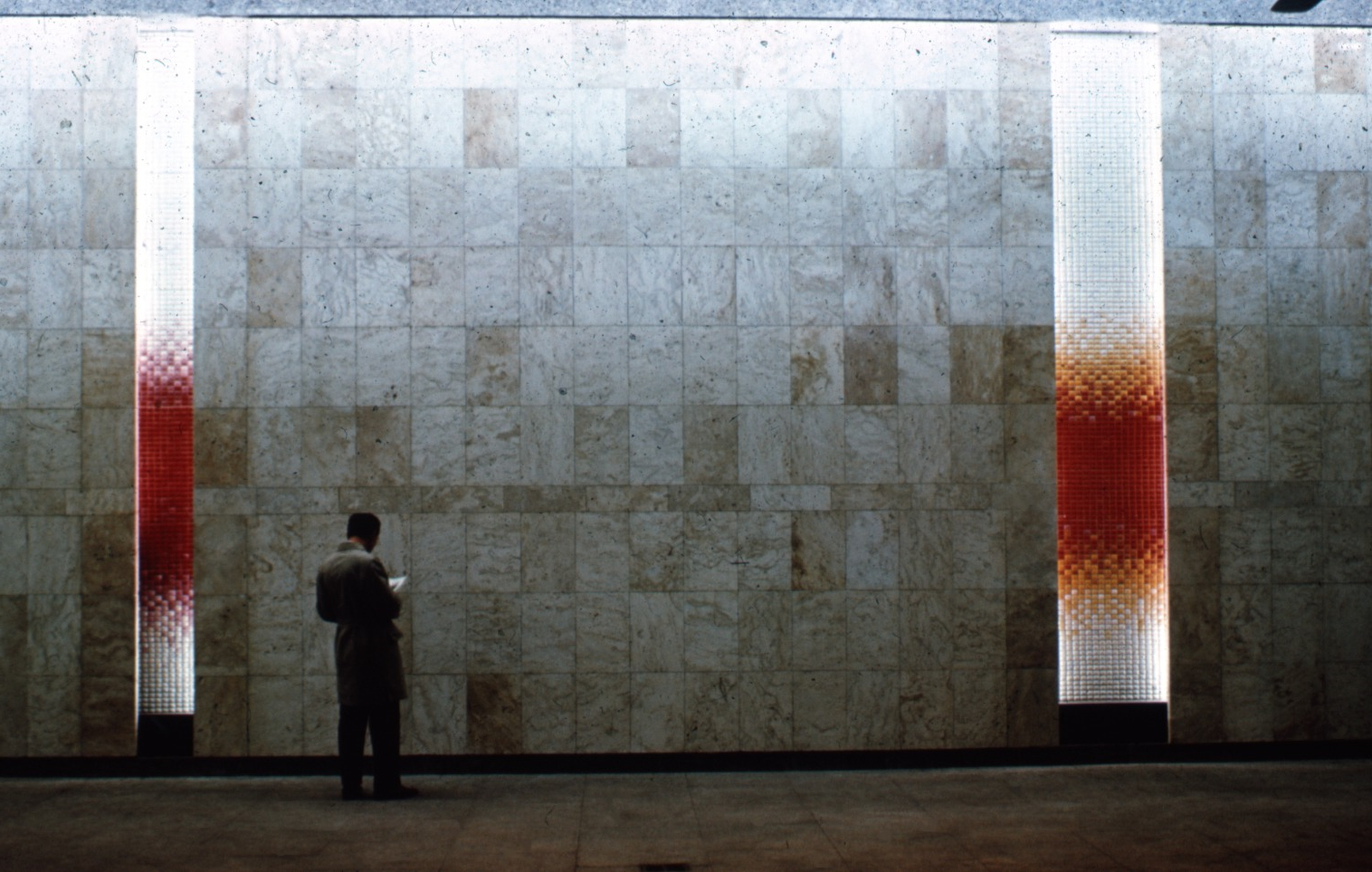
Mozaiki ceramiczne w stylu op-art autorstwa Wojciecha Fangora na dworcu kolejowym Warszawa Śródmieście (1963)

Przykład op-artu, malarstwo Victora Vasarely'ego w Aix-en-Provence

Op-art (ang. op art, od optical art ‘sztuka optyczna’), in. wizualizm – kierunek w grafice, modzie, sztuce użytkowej i malarstwie, którego zadaniem jest oddziaływanie na oko widza, a nie na jego intelekt czy emocje; stosujący abstrakcyjne kombinacje linii dające geometryczne złudzenia optyczne, efekty świetlne, dynamiczne i fakturalne, zmierzające do wywołania wrażenia głębi oraz ruchu rozwibrowaniem pola widzenia. Za okres szczytowy op-artu uznaje się lata 50. i 60. XX wieku.
Op-art jest bardzo specyficzną odmianą abstrakcjonizmu. Typowe dzieło namalowane (lub wydrukowane) w tym stylu składa się z powtarzających się, geometrycznych wzorów, przypominających często figury przesuwające się w kalejdoskopie. Twórcy op-artu chętnie wciągają widza w grę złudzeń, pozorują trójwymiarowość płótna, prowadzą oko wzdłuż przecinających się linii. Op-art, z powodu swej matematycznej natury, często jest tworzony za pomocą komputera, a zadaniem artysty jest zdezorientowanie lub zaskoczenie ludzkiego oka.
Pionierem tego kierunku jest Węgier Victor Vasarely (1908–1997), który pierwsze eksperymenty z geometryczną abstrakcją poczynił już w latach 30. Charakterystyczne dla Vasarelego są składające się z rombów hipnotyzujące obrazy, dające pozór naprzemiennej wklęsłości i wypukłości. Częste są u niego fosforyzujące barwy, które dodatkowo tworzą efekt migotania. Korzeni takiego właśnie geometrycznego malarstwa można dopatrywać się w futuryzmie lub w eksperymentach kubistów. Ci pierwsi już w początkach XX wieku oszałamiali widzów wyrazistymi, nierzadko zgeometryzowanymi plamami barwnymi. Kubiści zaś wprowadzili uproszczenie rzeczywistości do postaci brył geometrycznych. Vasarely po II wojnie światowej wprowadził op-art do architektury nowoczesnej.
Podobnie do Vasarelego maluje Bridget Riley. Ulubionym motywem tej malarki są faliste linie, wciągające w obraz. Czarno-białe lub pastelowe okręgi przypominają rysunki z podręczników psychologii, mające pokazać ograniczenia ludzkiego postrzegania. Współśrodkowe okręgi czy zbiegające się w jednym punkcie fale skłaniają odbiorcę do zwątpienia w swój zmysł wzroku. Op-art każe oglądającemu zadać sobie pytanie, czy ma rzeczywiście zaufać temu, co widzi w galerii sztuki.
W Polsce malarzami tworzącymi w kierunku op-artu byli: Jan Ziemski, Wojciech Fangor, Julian Stańczak, oraz Ryszard Winiarski.
W architekturze polskiego funkcjonalizmu styl op-art został zaprezentowany między innymi na ścianie kawiarni „Sawa” w Olsztynie w postaci kontrastowej kompozycji Wojciecha Fangora (1962), na dachu dworca kolejowego Warszawa Ochota Arseniusza Romanowicza w formie czarno-białej mozaiki ceramicznej, na ścianach i suficie dworca Warszawa Śródmieście w formie kolorowych mozaik ceramicznych na trawertynie Wojciecha Fangora i jako dekoracja krawędzi peronów, na dworcu Warszawa Powiśle w formie stalowej konstrukcji nad trakcją elektryczną, która przypomina powtarzające się wielkie litery X, wiszące nad torami kolejowymi (wszystkie dworce powstały w 1963), na fasadzie bloku mieszkalnego Polskiej Akademii Nauk przy ul. Wiejskiej 20 w Warszawie w postaci białych, ceramicznych, pionowych linii i reliefu z płyt piaskowca na ścianach budynku oraz w postaci okrągłych otworów w zadaszeniu wejścia (1964), na tylnej elewacji kina „Kijów” Witolda Cęckiewicza w Krakowie w postaci barwnej mozaiki ceramicznej (1967), na żelazobetonowych kolumnach (fr. pilotis) ozdobionych namalowanym tam czarno-białym wzorem w stylu op-art w biurowcu Separator Stanisława Kwaśniewicza w Katowicach (1968), oraz na czarno-białej marmurowej posadzce sprawiającej wrażenie ruchomej animacji w Pałacu Ślubów Mieczysława Króla w Katowicach (1969). Również zaistniał w formie kolorowej emalii na blasze na fasadzie budynku Uniwersytetu Mikołaja Kopernika Stefana Knappa w Toruniu (1972).
Interesujący odłam op-artu wiąże się z nazwiskiem Mauritsa Cornelisa Eschera, którego fascynacją są złudzenia optyczne. Escher, posługując się nieprawdopodobnie cierpliwą i precyzyjną kreską, wprowadza widza w świat metamorfozy i odbić lustrzanych; zaskakuje niezwykłymi rozwiązaniami geometrycznymi. Jego czarno-białe rysunki przedstawiają często świat widziany z kilku perspektyw jednocześnie (znów ukłon w stronę kubizmu), z załamującymi się wymiarami i walczącymi ze sobą poziomem i pionem. Widz nigdy nie wie, co jest ścianą, a co sufitem; co jest wypukłością; czy dany kształt jest skrzydłem ptaka, czy ludzką nogą. Ręka rysuje sama siebie, a z leżącej na stole geometrycznej ryciny wychodzą żywe stworzenia. Op-art Vasarelego jest dla oka szokiem i oszołomieniem; Escher zadaje oczom zagadki.
Bawienie widza zagadkami optycznymi nie jest wynalazkiem XX wieku. Uważany przez niektórych za manierystę, XVI-wieczny malarz Giuseppe Arcimboldo również zaskakuje widza nagłymi przemianami; czysty op-art. Również Salvador Dali lubował się w szydzeniu z ograniczeń ludzkiego narządu wzroku. Na obrazach Dalego słonie przemieniają się w łabędzie, z chaotycznego na pozór układu kolorowych kul wyłania się twarz Gali, a ludzkie sylwetki oglądane z daleka nagle układają się w wysmukłą kobiecą sylwetkę.
Nieco inaczej realizuje się Josef Albers. Nie wciąga już widza w optyczne gierki i nie próbuje okłamać jego oczu. Obrazy jego są dużo prostsze, i składają się najczęściej z różnej wielkości kwadratów o podobnych odcieniach. Jest to krańcowe uproszczenie tematu malarskiego, nawiązujące trochę do doświadczeń suprematyzmu.
Zalicza się do sztuki op-artu także malowanie okrętów wojennych i transatlantyków w kamuflaż maskujący mający cechy abstrakcji geometrycznej podczas pierwszej i drugiej wojny światowej.
Pomyłkowo do wysoko skomercjalizowanej wersji op-artu zaliczana była twórczość amerykańskiej komitywy artystycznej, która powstała w 1960 r. w Cleveland – Anonima Group.